# Parasthenaridea
Parasthenaridea is een geslacht van wantsen uit de familie van de Miridae (Blindwantsen). Het geslacht werd voor het eerst wetenschappelijk beschreven door Miller in 1937.

## Soorten
Het genus is monotypisch en bevat alleen de volgende soort:

- Parasthenaridea arecae Miller, 1937